# Cerapachys arnoldi
Cerapachys arnoldi é uma espécie de formiga do gênero Cerapachys.